# UBIAD1
UBIAD1 (англ. UbiA prenyltransferase domain containing 1) – білок, який кодується однойменним геном, розташованим у людей на короткому плечі 1-ї хромосоми.  Довжина поліпептидного ланцюга білка становить 338 амінокислот, а молекулярна маса — 36 831.
| 10         |  | 20         |  | 30         |  | 40         |  | 50         |
| ---------- |  | ---------- |  | ---------- |  | ---------- |  | ---------- |
| MAASQVLGEK |  | INILSGETVK |  | AGDRDPLGND |  | CPEQDRLPQR |  | SWRQKCASYV |
| LALRPWSFSA |  | SLTPVALGSA |  | LAYRSHGVLD |  | PRLLVGCAVA |  | VLAVHGAGNL |
| VNTYYDFSKG |  | IDHKKSDDRT |  | LVDRILEPQD |  | VVRFGVFLYT |  | LGCVCAACLY |
| YLSPLKLEHL |  | ALIYFGGLSG |  | SFLYTGGIGF |  | KYVALGDLII |  | LITFGPLAVM |
| FAYAIQVGSL |  | AIFPLVYAIP |  | LALSTEAILH |  | SNNTRDMESD |  | REAGIVTLAI |
| LIGPTFSYIL |  | YNTLLFLPYL |  | VFSILATHCT |  | ISLALPLLTI |  | PMAFSLERQF |
| RSQAFNKLPQ |  | RTAKLNLLLG |  | LFYVFGIILA |  | PAGSLPKI   |  |            |

A: Аланін

C: Цистеїн

D: Аспарагінова кислота

E: Глутамінова кислота

F: Фенілаланін

G: Гліцин

H: Гістидин

I: Ізолейцин

K: Лізин

L: Лейцин

M: Метіонін

N: Аспарагін

P: Пролін

Q: Глутамін

R: Аргінін

S: Серин

T: Треонін

V: Валін

W: Триптофан

Кодований геном білок за функцією належить до трансфераз. 
Задіяний у таких біологічних процесах як ацетиляція, альтернативний сплайсинг. 
Локалізований у цитоплазмі, ядрі, мембрані, мітохондрії, ендоплазматичному ретикулумі, апараті гольджі.